# Fabian Grünwald
Fabian Grünwald (* 10. Januar 1990) ist ein ehemaliger deutscher Grasskiläufer. Er startete für den Turnverein Floss und gehörte dem deutschen C-Kader an.

## Karriere
Erste größere nationale Erfolge gelangen Grünwald im Deutschlandpokal der Saison 2005. Er gewann in diesem Jahr die Schülerwertung und erreichte in der Gesamtwertung mit Rang zehn sein bestes Resultat. Im Juni desselben Jahres nahm er in Traisen erstmals an FIS-Rennen teil, konnte sich dabei aber nur im Schlussfeld klassieren. Einen Monat später startete er bei der Juniorenweltmeisterschaft 2005 im tschechischen Nové Město na Moravě. Auch hier gelangen ihm nur Platzierungen unter den letzten fünf.
Zu Beginn der Saison 2006 erreichte Grünwald in den FIS-Rennen von Altenseelbach mit Platz 17 im Riesenslalom und Rang 20 im Slalom seine besten Resultate bei internationalen Rennen. Bei der Juniorenweltmeisterschaft 2006 in Horní Lhota u Ostravy wurde er 25. im Riesenslalom und 32. im Super-G. Im Slalom, und somit auch in der Kombination, fiel er aus. Am 19. und 20. August 2006 nahm er in České Petrovice erstmals an Weltcuprennen teil. Im Riesenslalom konnte er sich nicht für den zweiten Durchgang qualifizieren und im Slalom schied er bereits im ersten Lauf aus, weshalb er in dieser Saison noch ohne Weltcuppunkte blieb. Im Jahr 2007 konnte Grünwald wegen einer Verletzung an keinen internationalen Rennen teilnehmen, nur im Deutschlandpokal war er bei zwei Wettbewerben am Start.
Im Juli 2008 nahm Grünwald in Čenkovice wieder an zwei Weltcuprennen teil. Diesmal gewann er mit dem 26. und zugleich letzten Platz im Riesenslalom seine ersten und einzigen Weltcuppunkte, denn im Slalom fiel er im ersten Durchgang aus. In der Saison 2008 waren dies seine einzigen internationalen Rennen, im Gesamtweltcup belegte er damit als Letzter den 70. Platz. In der Saison 2009 nahm Grünwald nur an zwei Wettbewerben im Deutschlandpokal teil, danach bestritt er keine Rennen mehr.

## Erfolge

### Juniorenweltmeisterschaften
- Nové Město na Moravě 2005: 24. Kombination, 28. Slalom, 31. Riesenslalom, 33. Super-G
- Horní Lhota u Ostravy 2006: 25. Riesenslalom, 32. Super-G

### Weltcup
- Eine Platzierung unter den besten 30

### Deutschlandpokal
- 2005: 10. Gesamtwertung, Sieg in der Schülerklasse